# Susana Tampieri
Susana Tampieri de Estrella (Vicente López, Provincia de Buenos Aires, 1934-28 de noviembre de 2020) fue una dramaturga argentina.

## Biografía
Nació en ciudad de Vicente López, del partido del mismo nombre que linda con el Norte de la ciudad de Buenos Aires; vivió en San Francisco -Departamento San Justo- Provincia de Córdoba, hasta 1947, cuando se traslada a la ciudad de Córdoba junto a su madre, Elisa Steskin, cuando se divorcia de su padre, Raúl Edmundo Tampieri, hijo y empleado del industrial Riccardo Tampieri. Militante liberal/socialista, se formó intelectualmente en Córdoba y, con una beca, estudió en la Rutgers University -Douglas College- Estados Unidos, durante el año académico 1954/55. A su regreso retomó sus estudios de Derecho en la Universidad Nacional de Córdoba, y su militancia reformista. A los 20 años participó activamente en la Revolución Libertadora, durante la cual transmitió boletines revolucionarios en Radio Splendid (luego Radio Universidad). En 1956 publica su primer libro "Poemas de mi sangre", que llama la atención de la crítica y la acerca al mundo literario e intelectual. Enrique Barros, primer Presidente de la Federación Universitaria de Córdoba, y uno de los líderes de la Reforma Universitaria de 1918, la convocó como su asistente para asuntos universitarios y nexo con el estudiantado hasta su muerte, en 1960. Terminó sus estudios de notario público y se radicó finalmente en Mendoza en 1963, cuando contrae matrimonio con su colega y compañero de lucha, Hugo Armando Estrella. 
En 1959 se diplomó de traductora de inglés en la Universidad Popular Argentina, Córdoba, y, al año siguiente, de escribana pública en la Universidad Nacional de Córdoba.
Escribió su primer cuento a los nueve años. "Desde entonces supe que lo único que quería era ser escritora", ha confesado Tampieri
Autora de una treintena de obras teatrales, la mayoría de ellas han sido puestas en escena en teatros argentino y varias han sido premiadas. Escribió también novelas —Nadie muere del todo en Praga—, -"De polen y Cenizas"-, poesía -"Poemas de mi Sangre", y "Nuevos poemas de mi sangre"-, cuentos -"Melquisedec", Gran Premio V Bienal de Mendoza y ensayos, género que desarrolló a partir de sus estudios en Estados Unidos, bajo la dirección de su profesor John Ciardi. Ejerció la docencia media y fue directora de Cultura de la Municipalidad de la Capital de Mendoza (1983/84)
Fue miembro activo de numerosas organizaciones de defensa de los derechos humanos y civiles. Representó a la Asociación Civil de Ateos en Argentina (ArgAtea) en Mendoza,y fue durante dos décadas Presidente de la Sociedad Humanista Ética Argentina "Deodoro Roca", primera organización laicista argentina en ser admitida en la International Humanist and Ethical Union (www.humanists.org). Como tal fue cofundadora de la Campaña Nacional por el Aborto Legal, en 2005.

## Obras (lista incompleta)
- Cantando los Cuarenta. Es su obra más conocida es, que lleva 40 años en cartel. Distinguida por la Asociación de Actores de Mendoza por gozar de la aprobación de los públicos durante tanto tiempo; fue representada en Tel Aviv, Israel, en el marco de un encuentro de teatro argentino-israelí en 1993.
- Cóndor, Premio A las Tablas de la Provincia de Mendoza; traducida al inglés y estrenada en Londres, en el Rose & Crown Theatre, del OFF.
- Ante la Puerta, representada en el Teatro General San Martín en 1974, dirigida por Jaime Palaz. Premio González Cadavid.
- La Formimaquia, estrenada en el Teatro Nacional Cervantes en 1985, por el grupo Teatromaquia, dirigida por Néstor Romero y Horacio Medrano.
- Nos: Los Artistas, representada en la sala Orestes Caviglia por el elenco Reciclaje de Mendoza. Premiada por el Club de Autores de Buenos Aires en 2000.
- Lengua a la vinagreta, Primer Premio del Concurso de Obras Breves de la Universidad de Morón, donde fue estrenada, dirigida por Luis Asensio.
- Gineceo, Mención Especial de los Premios Presidencia de la Nación en el marco de la Feria del Libro Provincial.
- Nadie muere del todo en Praga, novela, ed. Corregidor, 2002
- Matar Callando